# A Római Birodalom határai

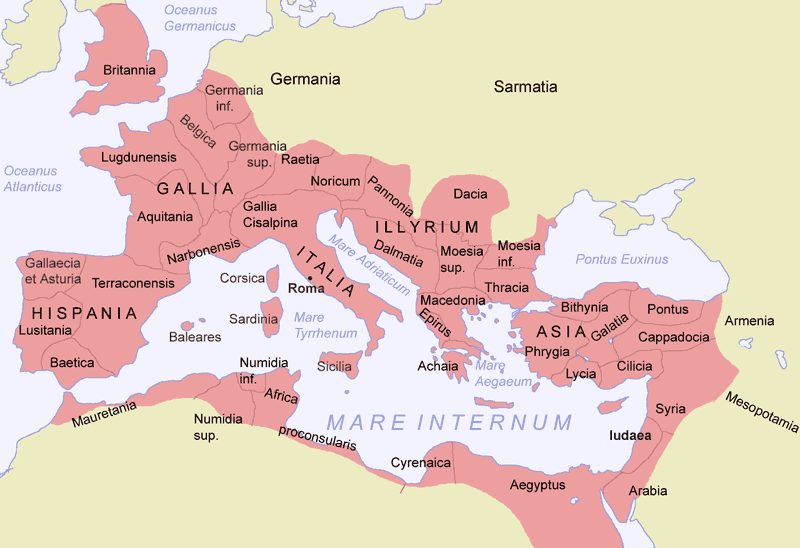
A Római Birodalom és tartományai Traianus császár idejében

A Római Birodalom határai: gyűjtőfogalom, amely az 1972-ben elfogadott A világ kulturális és természeti örökségének védelméről szóló nemzetközi egyezmény keretében kialakított világörökségi sorozathelyszíneket jelenti. Az ókori Római Birodalom (legnagyobb területi kiterjedésekor fennálló) - többé kevésbé kijelölt védett, illetve kiépített - birodalmi (állam-) határainak összességét jelöli. A világörökségi sorozathelyszín(ek) általános- és a jelen konkrét területekre vonatkozó szakmai ismérveinek és követelményeinek stb. rendszerének kidolgozása, illetve megállapítása folyamatban van.

## Általános helyzetkép
A közeljövőben[mikor?] negyvenedik évfordulóját ünnepli a VÖR Egyezmény nyomán széleskörűen kibontakozó nemzetközi kulturális és szakmai gyakorlat az eredeti egyezmény - a konkrét adottságokhoz való rugalmasabb illeszkedés érdekében - több vonatkozásban kibővült, illetve változott. Ezek természetszerűen hatást gyakorolnak a részt vevő államok világörökségi együttműködéssel kapcsolatos szakmapolitikai döntéseire is. A közelmúlttól[pontosabban?] kezdődően „egyre inkább elfogadott-szorgalmazott trendek, törekvések közé tartozik (különösen az európai régióban) az úgynevezett nemzetközi sorozathelyszínek felvétele a világörökségi listára. Ilyen, jelenleg is a listán szereplő az Alpok vidéke is. Ebbe a helyszín-típusba tartozik a Római Birodalom Határai elnevezésű, szakaszonként bővülő világörökségi sorozathelyszín is.” A mai államok területére eső limes szakaszok jelölését időben ugyan értelemszerűen nem lehet (és nem is kell) összehangolni, viszont indokolt és elengedhetetlenül szükséges a tartalmi összehangolás.

## Térségi-, területi meghatározások

### Témabemutatási szempont-lehetőségek
A területileg, tematikusan és adat-kezelhetőség szempontjából kívánatos rendszer-kiválasztási lehetőségek (esetleg csupán wikipedia szempontok érdekében, elsősorban a szócikkenkénti sok felesleges elő-értelmezgetések elkerülésére):
- hajdani római provinciánként?
- mai országonként ?
- kontinensenként ?
- komplexen: kontinens > provincia > limes > limesszakasz > objektumhely ?

### A Római Birodalom Határai a provinciákban
A Római Birodalom Határai a Brit szigeteken
- Britannia: Hadrianus fala | Antoninus fala

A Római Birodalom Határai az európai szárazföldön
- Germania Inferior:
- Germania Superior: Felsőgermánia-Raetiai Limes
- Raetiai limesek: Felsőgermánia-Raetiai Limes
- Noricumi limesek:
- Pannoniai limesek: Pannonia
- * Felsőpannóniai limes: Carnuntum | Gerulata
- * A római limes magyarországi szakaszai
- * Pannonia délkeleti limesei
- Dacia római limesei:[3]
- Illyricum limesei:*[4]
- Moesia Inferior limesei:
- Thracia limesei:

A Római Birodalom Határai Kisázsiában és Közel-Keleten
- Bityhyniai limesek:
- Galatiai limesek:
- Pontusi Limesek:
- Cappadocia limesei:
- Siryai limesek:
- Arabiai limes

A Római Birodalom Határai az Afrikai szárazföldön
- Aegyptusi limesek:
- Cyrenaica limesei:
- Proconsularis Africa limesei:
- Numydia Inferior limesei:
- Numydia Superior limesei:
- Mauritaniai limesek: